# Markus Pavic
Markus Pavic (Viena, Austria, 26 de marzo de 1995) es un futbolista austriaco que juega de lateral izquierdo para el SV Stripfing de la Austrian Regional League.

## Trayectoria
Pavic se formó en las categorías inferiores del F.K. Austria de Viena y F.C. Stadlau, pasando al finalizar su etapa juvenil al S.V. Wienerberg (Landesliga) donde juega entre 2012 y 2014. Posteriormente, Pavic fichó por el F.C. Admira Wacker Mödling (Bundesliga) intercalando partidos entre el primer equipo y el filial hasta la temporada 16-17 donde entró a formar de manera definitiva de la primera plantilla.
Tras finalizar su contrato con el equipo austríaco Pavic fue reclutado por el Deportivo Alavés (Primera División) para reforzar a su club convenido en Croacia, el N.K. Rudes (Prva HNL). Al finalizar la temporada, el lateral izquierdo austríaco recaló en el nuevo club convenido del conjunto vasco en Francia, el F.C. Sochaux-Montbéliard (Ligue 2).

## Clubes
| Club                              | País    | Año           |
| --------------------------------- | ------- | ------------- |
| S.V. Wienerberg                   | Austria | 2013-2014     |
| F.C. Admira Wacker Mödling II     | Austria | 2014-2016     |
| F.C. Admira Wacker Mödling        | Austria | 2014-2017     |
| N.K. Rudes (Cesión)               | Croacia | 2017-2018     |
| F.C. Sochaux-Montbéliard (Cesión) | Francia | 2018-2019     |
| NK Istra 1961 (Cesión)            | Croacia | 2019-2020     |
| Virtus Entella                    | Italia  | 2020-2022     |
| SV Stripfing                      | Austria | 2023-presente |